# Cuencas hidrográficas de Colorado
En el estado de los EE. UU. de Colorado están las cabeceras de algunos de los ríos más importantes del país. Hidrográficamente, el estado se divide, generalmente, en dos partes por la divisoria continental, en sentido Este-Oeste. Al Este de la divisoria continental, las aguas superficiales discurren hasta el golfo de México, ya sea directamente vía el río Grande, o, indirectamente, vía el río Misisipi (a través de algunos de sus principales afluentes, el río Platte Norte, río Platte Sur, río Republican, río Arkansas, río Cimarrón y río Canadian). 
Al Oeste de la divisoria continental, las aguas superficiales discurren hasta el golfo de California, directamente vía el río Colorado (y sus afluentes el río Green, el Colorado Alto —antes Gran Río)— o el río San Juan).
Colorado también cuenta con tres importantes cuencas endorreicas: la cuenca cerrada San Luis, en el valle de San Luis; la cuenca del arroyo Bear; y la cuenca White Woman, que comprende frontera sur Colorado-Kansas y el norte del río Arkansas.

## Cuencas hidrográficas de Colorado
|                                       |                                       |                                       |                           |                             |                             |                             |                     |                           |                           |                           |                  |                  |                  |                  |                        |                        |                        |                        |               |
| Cuenca                                | Cuenca                                | Cuenca                                | Cuenca (río o afluente)   | Cuenca (río o afluente)     | Cuenca (río o afluente)     | Cuenca (río o afluente)     | Desembocadura       | Desembocadura             | Desembocadura             | Desembocadura             | Área Total (km²) | Área Total (km²) | Área Total (km²) | Área Total (km²) | Área en Colorado (km²) | Área en Colorado (km²) | Área en Colorado (km²) | Área en Colorado (km²) | % en Colorado |
| Golfo de California (océano Pacífico) | Golfo de California (océano Pacífico) | Golfo de California (océano Pacífico) | Río Colorado              | Río Colorado                | Río Colorado                | Río Colorado                | Golfo de California | Golfo de California       | Golfo de California       | Golfo de California       | 703 132          | 703 132          | 703 132          | 703 132          | 100 195                | 100 195                | 100 195                | 100 195                | 14,2          |
| Golfo de California (océano Pacífico) | Golfo de California (océano Pacífico) | Golfo de California (océano Pacífico) | -                         | Río Green                   | Río Green                   | Río Green                   | -                   | Río Colorado              | Río Colorado              | Río Colorado              | -                | 115 903          | 115 903          | 115 903          | -                      | 27 340                 | 27 340                 | 27 340                 | 23,6          |
| Golfo de California (océano Pacífico) | Golfo de California (océano Pacífico) | Golfo de California (océano Pacífico) | -                         | -                           | Río Yampa                   | Río Yampa                   | -                   | -                         | Río Green                 | Río Green                 | -                | -                | 21 506           | 21 506           | -                      | -                      | 15 289                 | 15 289                 | 71,1          |
| Golfo de California (océano Pacífico) | Golfo de California (océano Pacífico) | Golfo de California (océano Pacífico) | -                         | -                           | -                           | Río Little Snake            | -                   | -                         | -                         | Río Yampa                 | -                | -                | -                | 10 629           | -                      | -                      | -                      | 4412                   | 41,5          |
| Golfo de California (océano Pacífico) | Golfo de California (océano Pacífico) | Golfo de California (océano Pacífico) | -                         | -                           | Río White                   | Río White                   | -                   | -                         | Río Green                 | Río Green                 | -                | -                | 12 989           | 12 989           | -                      | -                      | 9796                   | 9796                   | 75,4          |
| Golfo de California (océano Pacífico) | Golfo de California (océano Pacífico) | Golfo de California (océano Pacífico) | -                         | -                           | -                           | Arroyo Piceance             | -                   | -                         | -                         | Río White                 | -                | -                | -                | 1630             | -                      | -                      | -                      | 1630                   | 100           |
| Golfo de California (océano Pacífico) | Golfo de California (océano Pacífico) | Golfo de California (océano Pacífico) | -                         | -                           | Arroyo Vermillion           | Arroyo Vermillion           | -                   | -                         | Río Green                 | Río Green                 | -                | -                | 2500             | 2500             | -                      | -                      | 1155                   | 1155                   | 46,2          |
| Golfo de California (océano Pacífico) | Golfo de California (océano Pacífico) | Golfo de California (océano Pacífico) | -                         | Colorado Alto (Grand River) | Colorado Alto (Grand River) | Colorado Alto (Grand River) | -                   | Río Colorado              | Río Colorado              | Río Colorado              | -                | 67 993           | 67 993           | 67 993           | -                      | 57 680                 | 57 680                 | 57 680                 | 84,8          |
| Golfo de California (océano Pacífico) | Golfo de California (océano Pacífico) | Golfo de California (océano Pacífico) | -                         | -                           | Río Gunnison                | Río Gunnison                | -                   | -                         | Río Colorado Alto         | Río Colorado Alto         | -                | -                | 20 851           | 20 851           | -                      | -                      | 20 851                 | 20 851                 | 100           |
| Golfo de California (océano Pacífico) | Golfo de California (océano Pacífico) | Golfo de California (océano Pacífico) | -                         | -                           | -                           | Río Uncompahgre             | -                   | -                         | -                         | Río Gunnison              | -                | -                | -                | 2921             | -                      | -                      | -                      | 2921                   | 100           |
| Golfo de California (océano Pacífico) | Golfo de California (océano Pacífico) | Golfo de California (océano Pacífico) | -                         | -                           | -                           | Arroyo Tomichi              | -                   | -                         | -                         | Río Gunnison              | -                | -                | -                | 2874             | -                      | -                      | -                      | 2874                   | 100           |
| Golfo de California (océano Pacífico) | Golfo de California (océano Pacífico) | Golfo de California (océano Pacífico) | -                         | -                           | -                           | Río North Fork Gunnison     | -                   | -                         | -                         | Río Gunnison              | -                | -                | -                | 2492             | -                      | -                      | -                      | 2492                   | 100           |
| Golfo de California (océano Pacífico) | Golfo de California (océano Pacífico) | Golfo de California (océano Pacífico) | -                         | -                           | -                           | Río Taylor                  | -                   | -                         | -                         | Río Gunnison              | -                | -                | -                | 1258             | -                      | -                      | -                      | 1258                   | 100           |
| Golfo de California (océano Pacífico) | Golfo de California (océano Pacífico) | Golfo de California (océano Pacífico) | -                         | -                           | Río Dolores                 | Río Dolores                 | -                   | -                         | Río Colorado Alto         | Río Colorado Alto         | -                | -                | 11 998           | 11 998           | -                      | -                      | 10 619                 | 10 619                 | 88,5          |
| Golfo de California (océano Pacífico) | Golfo de California (océano Pacífico) | Golfo de California (océano Pacífico) | -                         | -                           | -                           | Río San Miguel              | -                   | -                         | -                         | Río Dolores               | -                | -                | -                | 4060             | -                      | -                      | -                      | 4060                   | 100           |
| Golfo de California (océano Pacífico) | Golfo de California (océano Pacífico) | Golfo de California (océano Pacífico) | -                         | -                           | Río Roaring Fork            | Río Roaring Fork            | -                   | -                         | Río Colorado Alto         | Río Colorado Alto         | -                | -                | 3766             | 3766             | -                      | -                      | 3766                   | 3766                   | 100           |
| Golfo de California (océano Pacífico) | Golfo de California (océano Pacífico) | Golfo de California (océano Pacífico) | -                         | -                           | Río Eagle                   | Río Eagle                   | -                   | -                         | Río Colorado Alto         | Río Colorado Alto         | -                | -                | 2515             | 2515             | -                      | -                      | 2515                   | 2515                   | 100           |
| Golfo de California (océano Pacífico) | Golfo de California (océano Pacífico) | Golfo de California (océano Pacífico) | -                         | -                           | Río Blue                    | Río Blue                    | -                   | -                         | Río Colorado Alto         | Río Colorado Alto         | -                | -                | 1770             | 1770             | -                      | -                      | 1770                   | 1770                   | 100           |
| Golfo de California (océano Pacífico) | Golfo de California (océano Pacífico) | Golfo de California (océano Pacífico) | -                         | Río San Juan                | Río San Juan                | Río San Juan                | -                   | Río Colorado              | Río Colorado              | Río Colorado              | -                | 64 560           | 64 560           | 64 560           | -                      | 15 175                 | 15 175                 | 15 175                 | 23,5          |
| Golfo de California (océano Pacífico) | Golfo de California (océano Pacífico) | Golfo de California (océano Pacífico) | -                         | -                           | Río Animas                  | Río Animas                  | -                   | -                         | Río San Juan              | Río San Juan              | -                | -                | 3562             | 3562             | -                      | -                      | 2971                   | 2971                   | 83,4          |
| Golfo de California (océano Pacífico) | Golfo de California (océano Pacífico) | Golfo de California (océano Pacífico) | -                         | -                           | Arroyo Montezuma            | Arroyo Montezuma            | -                   | -                         | Río San Juan              | Río San Juan              | -                | -                | 3044             | 3044             | -                      | -                      | 983                    | 983                    | 32,3          |
| Golfo de California (océano Pacífico) | Golfo de California (océano Pacífico) | Golfo de California (océano Pacífico) | -                         | -                           | Río Mancos                  | Río Mancos                  | -                   | -                         | Río San Juan              | Río San Juan              | -                | -                | 2099             | 2099             | -                      | -                      | 1973                   | 1973                   | 94,0          |
| Golfo de California (océano Pacífico) | Golfo de California (océano Pacífico) | Golfo de California (océano Pacífico) | -                         | -                           | Arroyo McElmo               | Arroyo McElmo               | -                   | -                         | Río San Juan              | Río San Juan              | -                | -                | 1842             | 1842             | -                      | -                      | 1654                   | 1654                   | 89,8          |
| Golfo de California (océano Pacífico) | Golfo de California (océano Pacífico) | Golfo de California (océano Pacífico) | -                         | -                           | Río Piedra                  | Río Piedra                  | -                   | -                         | Río San Juan              | Río San Juan              | -                | -                | 1770             | 1770             | -                      | -                      | 1770                   | 1770                   | 100           |
| Río Misisipi (Golfo de México)        | Misisipi                              | Misisipi                              | Río Arkansas              | Río Arkansas                | Río Arkansas                | Río Arkansas                | Río Misisipi        | Río Misisipi              | Río Misisipi              | Río Misisipi              | 478 501          | 478 501          | 478 501          | 478 501          | 70 022                 | 70 022                 | 70 022                 | 70 022                 | 14,6          |
| Río Misisipi (Golfo de México)        | Misisipi                              | Misisipi                              | -                         | Río Canadian                | Río Canadian                | Río Canadian                | -                   | Río Arkansas              | Río Arkansas              | Río Arkansas              | -                | 122 701          | 122 701          | 122 701          | -                      | 154                    | 154                    | 154                    | 0,1           |
| Río Misisipi (Golfo de México)        | Misisipi                              | Misisipi                              | -                         | Río Cimarron                | Río Cimarron                | Río Cimarron                | -                   | Río Arkansas              | Río Arkansas              | Río Arkansas              | -                | 44 890           | 44 890           | 44 890           | -                      | 5481                   | 5481                   | 5481                   | 12,2          |
| Río Misisipi (Golfo de México)        | Misisipi                              | Misisipi                              | -                         | -                           | Río North Fork Cimarron     | Río North Fork Cimarron     | -                   | -                         | Río Cimarron              | Río Cimarron              | -                | -                | 4462             | 4462             | -                      | -                      | 2225                   | 2225                   | 49,9          |
| Río Misisipi (Golfo de México)        | Misisipi                              | Misisipi                              | -                         | -                           | -                           | Arroyo Sand Arroyo          | -                   | -                         | -                         | Río North Fork Cimarron   | -                | -                | -                | 1938             | -                      | -                      | -                      | 1314                   | 67,8          |
| Río Misisipi (Golfo de México)        | Misisipi                              | Misisipi                              | -                         | Río Purgatoire              | Río Purgatoire              | Río Purgatoire              | -                   | Río Arkansas              | Río Arkansas              | Río Arkansas              | -                | 8923             | 8923             | 8923             | -                      | 8601                   | 8601                   | 8601                   | 96,4          |
| Río Misisipi (Golfo de México)        | Misisipi                              | Misisipi                              | -                         | Río Huérfano                | Río Huérfano                | Río Huérfano                | -                   | Río Arkansas              | Río Arkansas              | Río Arkansas              | -                | 4840             | 4840             | 4840             | -                      | 4840                   | 4840                   | 4840                   | 100           |
| Río Misisipi (Golfo de México)        | Misisipi                              | Misisipi                              | -                         | Arroyo Big Sandy            | Arroyo Big Sandy            | Arroyo Big Sandy            | -                   | Río Arkansas              | Río Arkansas              | Río Arkansas              | -                | 4825             | 4825             | 4825             | -                      | 4825                   | 4825                   | 4825                   | 100           |
| Río Misisipi (Golfo de México)        | Misisipi                              | Misisipi                              | -                         | Arroyo Horse                | Arroyo Horse                | Arroyo Horse                | -                   | Río Arkansas              | Río Arkansas              | Río Arkansas              | -                | 3680             | 3680             | 3680             | -                      | 3680                   | 3680                   | 3680                   | 100           |
| Río Misisipi (Golfo de México)        | Misisipi                              | Misisipi                              | -                         | Arroyo Rush                 | Arroyo Rush                 | Arroyo Rush                 | -                   | Río Arkansas              | Río Arkansas              | Río Arkansas              | -                | 3,570            | 3,570            | 3,570            | -                      | 3,570                  | 3,570                  | 3,570                  | 100           |
| Río Misisipi (Golfo de México)        | Misisipi                              | Misisipi                              | -                         | Arroyo Apishapa             | Arroyo Apishapa             | Arroyo Apishapa             | -                   | Río Arkansas              | Río Arkansas              | Río Arkansas              | -                | 2,798            | 2,798            | 2,798            | -                      | 2,798                  | 2,798                  | 2,798                  | 100           |
| Río Misisipi (Golfo de México)        | Misisipi                              | Misisipi                              | -                         | Arroyo Fountain             | Arroyo Fountain             | Arroyo Fountain             | -                   | Río Arkansas              | Río Arkansas              | Río Arkansas              | -                | 2,418            | 2,418            | 2,418            | -                      | 2,418                  | 2,418                  | 2,418                  | 100           |
| Río Misisipi (Golfo de México)        | Misisipi                              | Misisipi                              | -                         | Arroyo Two Butte            | Arroyo Two Butte            | Arroyo Two Butte            | -                   | Río Arkansas              | Río Arkansas              | Río Arkansas              | -                | 2,107            | 2,107            | 2,107            | -                      | 2,107                  | 2,107                  | 2,107                  | 100           |
| Río Misisipi (Golfo de México)        | Misisipi                              | Misisipi                              | -                         | Arroyo Chico                | Arroyo Chico                | Arroyo Chico                | -                   | Río Arkansas              | Río Arkansas              | Río Arkansas              | -                | 1,934            | 1,934            | 1,934            | -                      | 1,934                  | 1,934                  | 1,934                  | 100           |
| Río Misisipi (Golfo de México)        | Misuri                                | Platte                                | Río Platte Norte          | Río Platte Norte            | Río Platte Norte            | Río Platte Norte            | Río Platte          | Río Platte                | Río Platte                | Río Platte                | 80,755           | 80,755           | 80,755           | 80,755           | 5,129                  | 5,129                  | 5,129                  | 5,129                  | 6,4           |
| Río Misisipi (Golfo de México)        | Misuri                                | Platte                                | -                         | Río Laramie                 | Río Laramie                 | Río Laramie                 | -                   | Río                       | Río                       | Río                       | -                | 11,961           | 11,961           | 11,961           | -                      | 989                    | 989                    | 989                    | 8,3           |
| Río Misisipi (Golfo de México)        | Misuri                                | Platte                                | Río Platte Sur            | Río Platte Sur              | Río Platte Sur              | Río Platte Sur              | Río Platte          | Río Platte                | Río Platte                | Río Platte                | 62,738           | 62,738           | 62,738           | 62,738           | 48,948                 | 48,948                 | 48,948                 | 48,948                 | 78,0          |
| Río Misisipi (Golfo de México)        | Misuri                                | Platte                                | -                         | Arroyo Lodgepole            | Arroyo Lodgepole            | Arroyo Lodgepole            | -                   | Río Platte Sur            | Río Platte Sur            | Río Platte Sur            | -                | 8,374            | 8,374            | 8,374            | -                      | 496                    | 496                    | 496                    | 5,9           |
| Río Misisipi (Golfo de México)        | Misuri                                | Platte                                | -                         | Río Cache la Poudr          | Río Cache la Poudr          | Río Cache la Poudr          | -                   | Río Platte Sur            | Río Platte Sur            | Río Platte Sur            | -                | 4,959            | 4,959            | 4,959            | -                      | 4,587                  | 4,587                  | 4,587                  | 92,5          |
| Río Misisipi (Golfo de México)        | Misuri                                | Platte                                | -                         | Arroyo Crow                 | Arroyo Crow                 | Arroyo Crow                 | -                   | Río Platte Sur            | Río Platte Sur            | Río Platte Sur            | -                | 3,717            | 3,717            | 3,717            | -                      | 2,201                  | 2,201                  | 2,201                  | 59,2          |
| Río Misisipi (Golfo de México)        | Misuri                                | Platte                                | -                         | Arroyo Bijou                | Arroyo Bijou                | Arroyo Bijou                | -                   | Río Platte Sur            | Río Platte Sur            | Río Platte Sur            | -                | 3,612            | 3,612            | 3,612            | -                      | 3,612                  | 3,612                  | 3,612                  | 100           |
| Río Misisipi (Golfo de México)        | Misuri                                | Platte                                | -                         | Arroyo Beaver               | Arroyo Beaver               | Arroyo Beaver               | -                   | Río Platte Sur            | Río Platte Sur            | Río Platte Sur            | -                | 2,939            | 2,939            | 2,939            | -                      | 2,939                  | 2,939                  | 2,939                  | 100           |
| Río Misisipi (Golfo de México)        | Misuri                                | Platte                                | -                         | -                           | South Fork Beaver           | South Fork Beaver           | -                   | -                         | Arroyo Beaver             | Arroyo Beaver             | -                | -                | 1,939            | 1,939            | -                      | -                      | 522                    | 522                    | 26,9          |
| Río Misisipi (Golfo de México)        | Misuri                                | Platte                                | -                         | -                           | Little Beaver               | Little Beaver               | -                   | -                         | Arroyo Beaver             | Arroyo Beaver             | -                | -                | 1,602            | 1,602            | -                      | -                      | 210                    | 210                    | 13,1          |
| Río Misisipi (Golfo de México)        | Misuri                                | Platte                                | -                         | Arroyo Saint Vrain          | Arroyo Saint Vrain          | Arroyo Saint Vrain          | -                   | Río Platte Sur            | Río Platte Sur            | Río Platte Sur            | -                | 2,572            | 2,572            | 2,572            | -                      | 2,572                  | 2,572                  | 2,572                  | 100           |
| Río Misisipi (Golfo de México)        | Misuri                                | Platte                                | -                         | -                           | Arroyo Boulder              | Arroyo Boulder              | -                   | -                         | Arroyo Saint Vrain        | Arroyo Saint Vrain        | -                | -                | 1,160            | 1,160            | -                      | -                      | 1,160                  | 1,160                  | 100           |
| Río Misisipi (Golfo de México)        | Misuri                                | Platte                                | -                         | Río Big Thompson            | Río Big Thompson            | Río Big Thompson            | -                   | Río Platte Sur            | Río Platte Sur            | Río Platte Sur            | -                | 2,149            | 2,149            | 2,149            | -                      | 2,149                  | 2,149                  | 2,149                  | 100           |
| Río Misisipi (Golfo de México)        | Misuri                                | Platte                                | -                         | Río Sidney Draw             | Río Sidney Draw             | Río Sidney Draw             | -                   | Río Platte Sur            | Río Platte Sur            | Río Platte Sur            | -                | 1,949            | 1,949            | 1,949            | -                      | 368                    | 368                    | 368                    | 18,9          |
| Río Misisipi (Golfo de México)        | Misuri                                | Platte                                | -                         | Arroyo Kiowa                | Arroyo Kiowa                | Arroyo Kiowa                | -                   | Río Platte Sur            | Río Platte Sur            | Río Platte Sur            | -                | 1,888            | 1,888            | 1,888            | -                      | 1,888                  | 1,888                  | 1,888                  | 100           |
| Río Misisipi (Golfo de México)        | Misuri                                | Platte                                | -                         | Arroyo Pawnee               | Arroyo Pawnee               | Arroyo Pawnee               | -                   | Río Platte Sur            | Río Platte Sur            | Río Platte Sur            | -                | 1,875            | 1,875            | 1,875            | -                      | 1,875                  | 1,875                  | 1,875                  | 100           |
| Río Misisipi (Golfo de México)        | Misuri                                | Platte                                | -                         | Arroyo Clear                | Arroyo Clear                | Arroyo Clear                | -                   | Río Platte Sur            | Río Platte Sur            | Río Platte Sur            | -                | 1,497            | 1,497            | 1,497            | -                      | 1,497                  | 1,497                  | 1,497                  | 100           |
| Río Misisipi (Golfo de México)        | Misuri                                | Platte                                | -                         | Arroyo Cherry               | Arroyo Cherry               | Arroyo Cherry               | -                   | Río Platte Sur            | Río Platte Sur            | Río Platte Sur            | -                | 1,050            | 1,050            | 1,050            | -                      | 1,050                  | 1,050                  | 1,050                  | 100           |
| Río Misisipi (Golfo de México)        | Misuri                                | Kansas                                | Río Smoky Hill            | Río Smoky Hill              | Río Smoky Hill              | Río Smoky Hill              | Río Kansas          | Río Kansas                | Río Kansas                | Río Kansas                | 51,783           | 51,783           | 51,783           | 51,783           | 2,493                  | 2,493                  | 2,493                  | 2,493                  | 4,8           |
| Río Misisipi (Golfo de México)        | Misuri                                | Kansas                                | -                         | Arroyo Ladder               | Arroyo Ladder               | Arroyo Ladder               | -                   | Río Smoky Hill            | Río Smoky Hill            | Río Smoky Hill            | -                | 3,645            | 3,645            | 3,645            | -                      | 663                    | 663                    | 663                    | 18,2          |
| Río Misisipi (Golfo de México)        | Misuri                                | Kansas                                | -                         | Río North Fork Smoky Hill   | Río North Fork Smoky Hill   | Río North Fork Smoky Hill   | -                   | Río Smoky Hill            | Río Smoky Hill            | Río Smoky Hill            | -                | 1,965            | 1,965            | 1,965            | -                      | 947                    | 947                    | 947                    | 48,2          |
| Río Misisipi (Golfo de México)        | Misuri                                | Kansas                                | Río North Fork Republican | Río North Fork Republican   | Río North Fork Republican   | Río North Fork Republican   | Río Republican      | Río Republican            | Río Republican            | Río Republican            | 13,172           | 13,172           | 13,172           | 13,172           | 11,522                 | 11,522                 | 11,522                 | 11,522                 | 87,5          |
| Río Misisipi (Golfo de México)        | Misuri                                | Kansas                                | -                         | Río Arikaree                | Río Arikaree                | Río Arikaree                | -                   | Río North Fork Republican | Río North Fork Republican | Río North Fork Republican | -                | 4,429            | 4,429            | 4,429            | -                      | 4,265                  | 4,265                  | 4,265                  | 96,3          |
| Río Misisipi (Golfo de México)        | Misuri                                | Kansas                                | Arroyo Frenchman          | Arroyo Frenchman            | Arroyo Frenchman            | Arroyo Frenchman            | Río Republican      | Río Republican            | Río Republican            | Río Republican            | 7,398            | 7,398            | 7,398            | 7,398            | 2,539                  | 2,539                  | 2,539                  | 2,539                  | 34,3          |
| Río Misisipi (Golfo de México)        | Misuri                                | Kansas                                | -                         | Arroyo Stinking Water       | Arroyo Stinking Water       | Arroyo Stinking Water       | -                   | Arroyo Frenchman          | Arroyo Frenchman          | Arroyo Frenchman          | -                | 3,862            | 3,862            | 3,862            | -                      | 966                    | 966                    | 966                    | 25,0          |
| Río Misisipi (Golfo de México)        | Misuri                                | Kansas                                | Río South Fork Republican | Río South Fork Republican   | Río South Fork Republican   | Río South Fork Republican   | Río Republican      | Río Republican            | Río Republican            | Río Republican            | 7,195            | 7,195            | 7,195            | 7,195            | 5,454                  | 5,454                  | 5,454                  | 5,454                  | 75,8          |
| Golfo de México                       | Golfo de México                       | Golfo de México                       | Río Grande                | Río Grande                  | Río Grande                  | Río Grande                  | Golfo de México     | Golfo de México           | Golfo de México           | Golfo de México           | 457 275          | 457 275          | 457 275          | 457 275          | 12 070                 | 12 070                 | 12 070                 | 12 070                 | 2,6           |
| Golfo de México                       | Golfo de México                       | Golfo de México                       | -                         | Río Conejos                 | Río Conejos                 | Río Conejos                 | -                   | Río Grande                | Río Grande                | Río Grande                | -                | 2078             | 2078             | 2078             | -                      | 1471                   | 1471                   | 1471                   | 70,8          |
| Golfo de México                       | Golfo de México                       | Golfo de México                       | -                         | Río Chama                   | Río Chama                   | Río Chama                   | -                   | Río Grande                | Río Grande                | Río Grande                | -                | 8204             | 8204             | 8204             | -                      | 238                    | 238                    | 238                    | 2,9           |
| Cuencas endorreicas                   | Cuencas endorreicas                   | Cuencas endorreicas                   | Cuenca cerrada San Luis   | Cuenca cerrada San Luis     | Cuenca cerrada San Luis     | Cuenca cerrada San Luis     | Cuenca endorreica   | Cuenca endorreica         | Cuenca endorreica         | Cuenca endorreica         | 7,638            | 7,638            | 7,638            | 7,638            | 7,638                  | 7,638                  | 7,638                  | 7,638                  | 100           |
| Cuencas endorreicas                   | Cuencas endorreicas                   | Cuencas endorreicas                   | -                         | Arroyo San Luis             | Arroyo San Luis             | Arroyo San Luis             | -                   | San Luis Closed Basin     | San Luis Closed Basin     | San Luis Closed Basin     | -                | 7000             | 7000             | 7000             | -                      | 7000                   | 7000                   | 7000                   | 100           |
| Cuencas endorreicas                   | Cuencas endorreicas                   | Cuencas endorreicas                   | -                         | -                           | Arroyo Saguache             | Arroyo Saguache             | -                   | -                         | Arroyo San Luis           | Arroyo San Luis           | -                | -                | 3,482            | 3,482            | -                      | -                      | 3,482                  | 3,482                  | 100           |
| Cuencas endorreicas                   | Cuencas endorreicas                   | Cuencas endorreicas                   | Cuenca del arroyo Bear    | Cuenca del arroyo Bear      | Cuenca del arroyo Bear      | Cuenca del arroyo Bear      | Cuenca endorreica   | Cuenca endorreica         | Cuenca endorreica         | Cuenca endorreica         | 4,896            | 4,896            | 4,896            | 4,896            | 2,521                  | 2,521                  | 2,521                  | 2,521                  | 51,5          |
| Cuencas endorreicas                   | Cuencas endorreicas                   | Cuencas endorreicas                   | -                         | Arroyo Bear                 | Arroyo Bear                 | Arroyo Bear                 | -                   | Cuenca del arroyo Bear    | Cuenca del arroyo Bear    | Cuenca del arroyo Bear    | -                | 4,500            | 4,500            | 4,500            | -                      | 2500                   | 2500                   | 2500                   | 55,6          |
| Cuencas endorreicas                   | Cuencas endorreicas                   | Cuencas endorreicas                   | Cuenca White Woman        | Cuenca White Woman          | Cuenca White Woman          | Cuenca White Woman          | Cuenca endorreica   | Cuenca endorreica         | Cuenca endorreica         | Cuenca endorreica         | 3,577            | 3,577            | 3,577            | 3,577            | 908                    | 908                    | 908                    | 908                    | 25,4          |
| Cuencas endorreicas                   | Cuencas endorreicas                   | Cuencas endorreicas                   | -                         | Arroyo White Woman          | Arroyo White Woman          | Arroyo White Woman          | -                   | Cuenca de White Woman     | Cuenca de White Woman     | Cuenca de White Woman     | -                | 3,000            | 3,000            | 3,000            | -                      | 800                    | 800                    | 800                    | 26,7          |